# واحة الغروب
واحة الغروب هي رواية صادرة عن دار الشروق سنة 2008 للروائي المصري بهاء طاهر. فازت الرواية بالجائزة العالمية للرواية العربية عام 2008.

## كاتب الرواية
بهاء طاهر روائي وقاصّ ومترجم مصريّ، ولد في صعيد مصر عام 1935م، حصل على ليسانس الآداب في التاريخ عام 1956م، ودبلومي الدراسات العليا في الإعلام والتاريخ الحديث في نفس العام.
، سافر إلى جنيف ليعمل في الأمم المتحدة منذ عام 1981م وحتى عام 1995م، وكانت أول مجموعة القصصية لبهاء طاهر بعنوان الخطوبة عام 1972م، وقد حاز على جائزة الدولة التقديرية في الآداب عام 1998م، وجائزة جوزيبي اكيربي الإيطالية عن روايته خالتي صفية والدير في عام 2000م

## موضوع الرواية
تدور أحداث الرواية في نهايات القرن التاسع عشر مع بداية الاحتلال البريطاني لمصر، بطل الرواية هو ضابط البوليس المصري محمود عبد الظاهر الذي يتم إرساله إلى واحة سيوة كعقاب له بعد شك السلطات في تعاطفه مع الأفكار الثورية لجمال الدين الأفغاني والزعيم أحمد عرابي. ويصطحب الضابط معه زوجته الأيرلندية كاثرين الشغوفة بالآثار التي تبحث عن مقبرة الأسكندر الأكبر، لينغمسا في عالم جديد شديد الثراء يمزج بين الماضي والحاضر، ويقدم تجربة للعلاقة بين الشرق والغرب على المستويين الإنساني والحضاري.
في تنويه في أول الكتاب يقول الكاتب أن الاسم الحقيقي لمأمور واحة سيوة في آخر القرن التاسع عشر هو «محمود عزمي»، وفي آخر الكتاب وتحت فصل بعنوان «على هامش الرواية» يورد كتاب «واحة سيوة» من تأليف د. أحمد فخري(1) كمرجع لما قام به محمود عزمي في واحة سيوة.

## الشخصيات
- محمود عبد الظاهر: ضابط مصري في الجيش الإنجليزي، يمثل الشخصية المحورية في الرواية. يعيش صراعًا داخليًا بين وطنيته وخضوعه للمستعمر، ويتصف بالتقلب والتردد. خذل الثورة العرابية، ويعاني من شعور دائم بالعار،
- كاثرين: زوجة محمود الأيرلندية، مولعة بالآثار وبخاصة البحث عن قبر الإسكندر الأكبر. تمثل التعايش الممكن بين الشرق والغرب، لكنها تعاني من عزلة في الواحة، ويُنظر إليها بريبة من الأهالي. تحمل ماضيًا معقدًا، وقد هربت من زواج فاشل في بلادها.
- نعيمة: جارية سمراء أحبها محمود بجنون قبل زواجه من كاثرين، لكنها تركته بعد أن أهدر حبها. تظل تطارده في أحلامه، وتشكل رمزًا للعاطفة الضائعة والدفء الذي افتقده في حياته مع كاثرين.
- الشيخ صابر: زعيم الواحة التقليدي، مؤمن بالخرافات، ويتعاون مع محمود في جمع الضرائب. يمثل السلطة المحلية المحافظة والمرتبطة بالاستعمار.
- الشيخ يحيى: مثقف متسامح وطبيب أعشاب، يعارض الخرافة والعنف. يمثل صوت الحكمة والضمير في الواحة، في مقابل التيارات الدينية المتشددة والخضوع السياسي.
- مليكة: فتاة قاصر تم تزويجها قسرًا لعجوز عاجز، وتلجأ إلى كاثرين بعد وفاة زوجها. تُقتل على يد والدتها لأنها "جلبت العار"، وتُجسد معاناة المرأة في المجتمع الذكوري المحافظ.
- وصفي: ضابط مرسل من المركز للتجسس على محمود، ويشكل نقطة تحول في مسيرة محمود الذي يعلن أمامه أخيرًا تأييده للثوار ويبدأ فعل التمرد.
- فِيونا: شقيقة كاثرين "القديسة"، رمز للنقاء والخلاص في مخيلة محمود، الذي يتعلق بها لاحقًا كبديل عن زواجه الفاشل.
- الخديوي وطلعت: شخصيتان تُذكَران في الرواية كرموز للخذلان والخيانة. يمثّل الخديوي خيانة الدولة للثورة، بينما يجسد طلعت الوصولية والانتهازية في زمن الاحتلال.

## اقتباس
"... تعلمت أنّه يجب على الحاكم أنْ لا يسمحَ للعامّة بالحُرية أو المُتعة، بل عليه أن يُعلِّمهم أن يجدوا المُتعةَ في الخوف...... ووجدتُ بالطَّبع دائماً أولئك القَلائل من المُتمردِّين الذين يحلُمُون بالحريَّة، وهؤلاء غالباً ما كان يتكفلُ بهم العامّة أنفُسُهم قبل أن أتكفلَ بهم أنا، يَكْشفون مؤامراتهم ويَفْرحون لسُقوطهم ، لأنّ أولائكَ الحالِمين يُريدون أنْ يَسْلبوا من العامّة نِعْمةَ الطُمأنينة في الخَوف. "

## جوائز
فازت رواية واحة الغروب بالجائزة العالمية للرواية العربية في دورتها الأولى في عام 2008م.

## هوامش
- 1 «وقد صودر منزل حسونة منصور عام 1896 م وقام محمود عزمي الذي كان يشغل منصب المأمور في ذلك الوقت بتحويله إلى مركز للشرطة. ولكنه ارتكب في عام 1897 جريمة وضع مواد متفجرة تحت قدس أقداس معبد أم عبيدة فنسف أحد جدرانه وسقفه للحصول على أحجار لبناء درجات سلم مكتبه ومنزله الخاص، وتوضح الصورة التي التقطها هوايت عام 1898 حالة المعبد بعد تدميره.[2]»، وفي الهامش التعليق التالي: «ولما استفسر هوايت عن سبب تدمير هذا المعبد أخبره الأهالي أن ذلك كان بسبب زلزال وقع في العقد الثاني من القرن وكانوا يشيرون بذلك إلى الزلزال الذي حدث عام 1891م وفي نفس الكتاب يقول هوايت انه حينما قارن الصورة التي التقطها بتلك التي التقطها الرحالة السابقون وجد أن التدمير "كان شاملا حتى خلال العشرين سنين الأخيرة"[3]»